# Cantón de Évreux-Oeste
El cantón de Évreux-Oeste era una división administrativa francesa, que estaba situada en el departamento de Eure y la región de Alta Normandía.

## Composición
El cantón estaba formado por cinco comunas, más una fracción de la comuna que le daba su nombre:
- Arnières-sur-Iton
- Aulnay-sur-Iton
- Caugé
- Claville
- Évreux (fracción)
- Saint-Sébastien-de-Morsent

## Supresión del cantón de Évreux-Oeste
En aplicación del Decreto n.º 2014-241 de 25 de febrero de 2014, el cantón de Évreux-Oeste fue suprimido el 22 de marzo de 2015 y sus 6 comunas pasaron a formar parte; tres del nuevo cantón de Conches-en-Ouche, dos del nuevo cantón de Évreux-1 y la fracción de la comuna que le daba su nombre se unió con las demás para que, por medio de una reestructuración cantonal, fueran creados los nuevos cantones de Évreux-1, Évreux-2 y Évreux-3.